# نجير كورتيسي
النجير الكورتيسي (الاسم العلمي: Alpagrostis setacea) نوع نباتي يتبع جنس النجير وينتمي إلى الفصيلة النجيلية.